# 東浦駅
東浦駅（ひがしうらえき）は、愛知県知多郡東浦町大字藤江字柳牛（やぎゅう）にある、東海旅客鉄道（JR東海）・衣浦臨海鉄道の駅である。駅番号はCE04。
JR東海の武豊線と、衣浦臨海鉄道の碧南線が乗り入れる。
本項では、当駅設置に際して廃止された、武豊線尾張生路駅（おわりいくじえき）・藤江駅（ふじええき）についても述べる。

## 概要
東浦駅は、武豊線を運営するJR東海と、碧南線を運営する衣浦臨海鉄道に属する駅である。武豊線は愛知県内の大府駅と武豊駅を結び、当駅を起点とする貨物列車専用の貨物線である碧南線が碧南市内の碧南市駅まで伸びている。武豊線はJR東海が施設を有する第一種鉄道事業者で、日本貨物鉄道（JR貨物）がそれを借用して貨物列車を運行する第二種鉄道事業者になっているが、駅自体はJR貨物には属さない。

## 歴史
東浦駅が開業する前、付近には尾張生路駅（大府起点6.0km）と藤江駅（大府起点7.2km）が存在した。どちらも武豊線の気動車運転開始を契機に開業した駅で、尾張生路駅は1933年（昭和8年）に、藤江駅は翌1934年（昭和9年）に開設された。
このうち藤江駅は、駅開設を求める請願活動が1911年（明治44年）から行われている。1929年（昭和4年）には商工会を中心とする「藤江新駅接地期成同盟会」が組織された。1933年に気動車運転開始が決定すると、藤江地区の他にも請願活動を行う地域が現れ、駅の設置をめぐって東浦村（現・東浦町）内中部の石浜地区、中南部の生路地区、南部の藤江地区が争った。その結果1933年12月に生路地区に尾張生路駅が新設されるが、藤江地区ではその後も請願活動を展開したため1年遅れて藤江駅が開業することになった。
第二次世界大戦下において戦局の悪化に伴って燃料の節約が求められるようになると、武豊線では駅の統廃合が進められる。尾張生路駅と藤江駅も対象となり、両駅は統廃合されて東浦駅が新設された。1944年（昭和19年）11月のことである。開業時の東浦駅は旅客のみを取り扱っていたが、1947年（昭和22年）に荷物、翌1948年（昭和23年）に貨物の取り扱いを開始した。ただし貨物については長く続かず、武豊線の他駅よりも早い1960年（昭和35年）に廃止されている。荷物営業の廃止は他駅と同時期の1984年（昭和59年）である。
1977年（昭和52年）、東浦駅を起点とし衣浦港東岸を結ぶ貨物線・衣浦臨海鉄道碧南線が開業した。1987年（昭和62年）に国鉄分割民営化が実施された結果日本国有鉄道（国鉄）東浦駅はJR東海に継承され、JR東海と衣浦臨海鉄道が所管する形態となって現在に至っている。

### 年表
- 1933年（昭和8年）12月7日： 武豊線緒川駅 - 亀崎駅間に尾張生路駅を新設[2]。
- 1934年（昭和9年）8月22日：尾張生路駅 - 亀崎駅間に藤江駅を新設[2]。
  - 両駅とも旅客のみを取り扱った。ただし制限があり、武豊線と東海道本線岡崎駅・岐阜駅間の各駅、および東海道本線浜松駅・豊橋駅・蒲郡駅、関西本線桑名駅・四日市駅を発着する旅客に限り取り扱っていた[2]。
- 1939年（昭和14年）7月21日：両駅とも、上記各駅に加えて中央本線大曽根駅・千種駅・鶴舞駅を発着する旅客の取り扱いも開始[2]。
- 1944年（昭和19年)
  - 11月10日：尾張生路駅・藤江駅廃止[3]。
  - 11月11日：武豊線緒川駅 - 亀崎駅間に東浦駅開業、旅客の取り扱いのみで、上記の取り扱い制限も引き継いだ[4]。
- 1947年（昭和22年）11月21日：荷物の取り扱いを開始[5]。旅客取り扱い区間の制限は廃止[2]。
- 1948年（昭和23年）10月1日：小口扱貨物と車扱貨物の取り扱いを開始[2]。
- 1960年（昭和35年）1月15日：貨物の取り扱いを全廃[2]。
- 1977年（昭和52年）5月25日：衣浦臨海鉄道碧南線が開業。
- 1984年（昭和59年）2月1日：荷物の取り扱いを廃止[2]。
- 1987年（昭和62年）4月1日：国鉄分割民営化に伴い、国鉄駅は東海旅客鉄道（JR東海）が継承。
- 1992年（平成4年）11月：JR全線きっぷうりば営業開始[6]。
- 2001年（平成13年）
  - 2月11日：武豊線が列車集中制御装置 (CTC) 導入[7]。それ以前は東浦駅で武豊線の信号機や分岐器を遠隔操作していた[8]。
  - 4月1日：CTC導入に伴い、駅長の配置を廃止[9]。
- 2006年（平成18年）11月25日：TOICAの利用が可能となる。
- 2013年（平成25年）
  - 9月30日：JR全線きっぷうりばの営業を終了[10][11]。
  - 10月1日：集中旅客サービスシステム（現・お客様サポートサービス）の導入に伴い、終日無人化[10][11]。
- 2014年（平成26年）3月14日：バリアフリー整備が完了し、新たにエレベーターや多機能トイレの設備が使用可能になる[12]。

## 駅構造
相対式ホーム2面2線の地上駅。2つのホームは跨線橋で繋がる。碧南線の線路は駅の南方から分岐しているが、1・2番線双方に繋がっている。単線の武豊線上にある交換駅であり、列車の交換が可能である。駅舎は1番線に隣接して設置されている。ホーム有効長は6両分程度であるが貨物列車が通過するため交換設備の線路は長くなっている。
大府駅管理の無人駅。かつては業務委託駅でJR全線きっぷうりばも設置されていたが、JR東海は2013年10月1日より当駅を含む6駅について「集中旅客サービスシステム（現・お客様サポートサービス）」を導入し、自動券売機・自動改札機を整備した上で遠隔案内によって一括的に管理されるようになり、無人化された。無人化後も駅舎は使用されており衣浦臨海鉄道の貨物列車が碧南線へ出入りする際には係員がホームに立ってタブレットの取り扱いを行っている。貨物列車はタブレットの受け渡しを行った後、ホームを過ぎた場所で停車する。

### のりば
| 番線 | 路線      | 方向 | 行先     |
| ---- | --------- | ---- | -------- |
| 1    | CE 武豊線 | 上り | 大府方面 |
| 2    | CE 武豊線 | 下り | 武豊方面 |

（出典：JR東海:駅構内図）

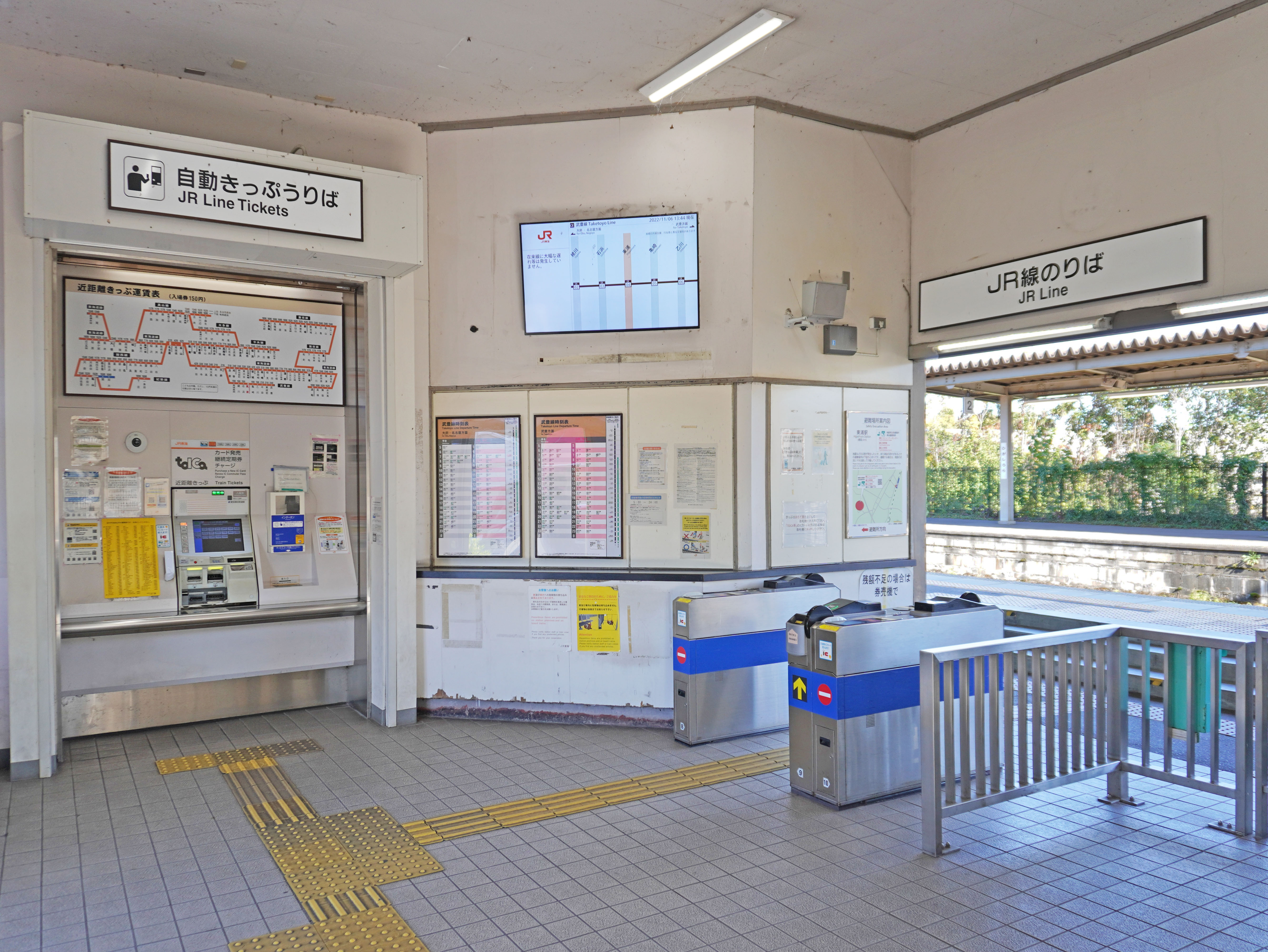
改札口（2022年11月）
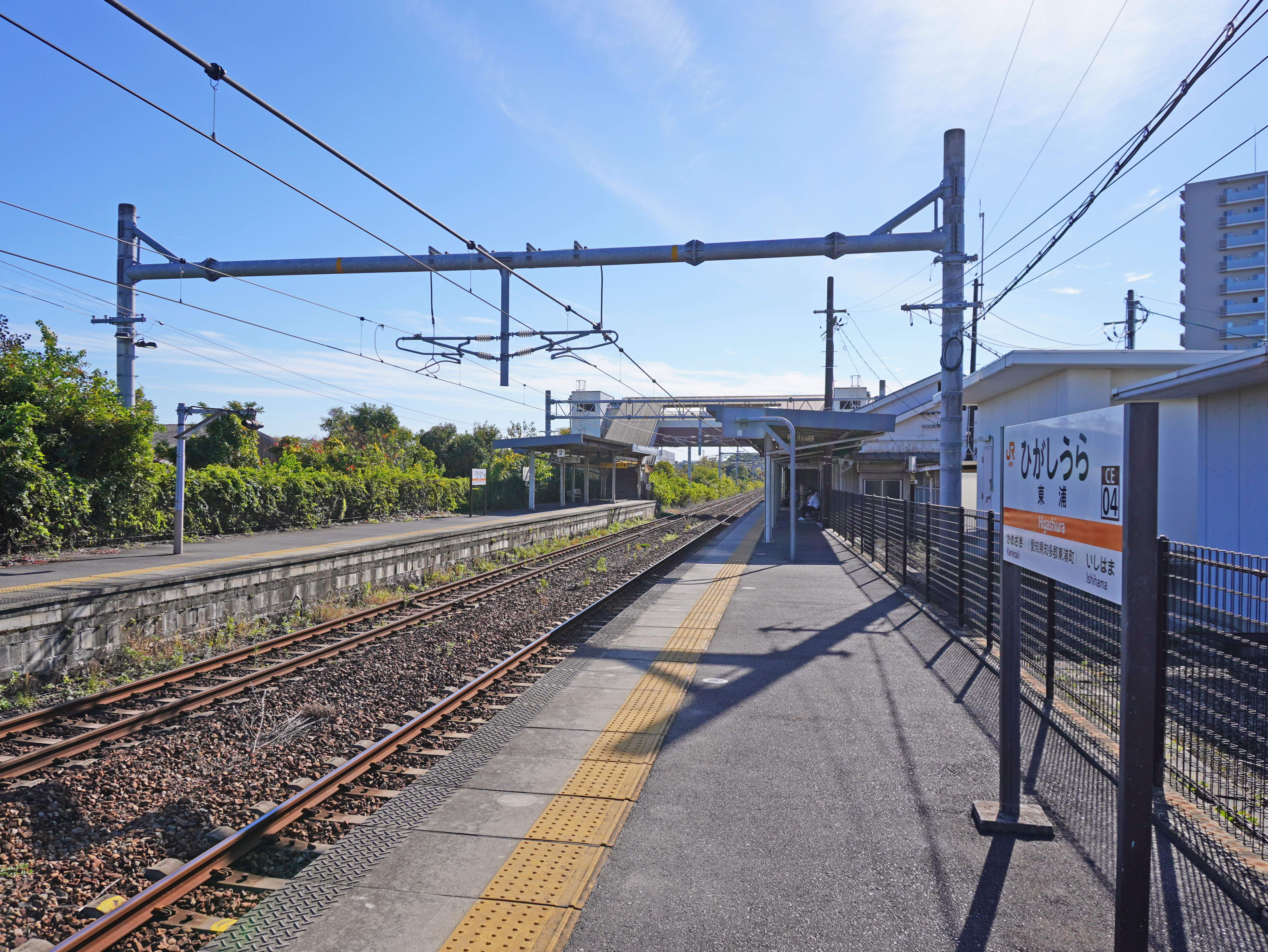
ホーム（2022年11月）
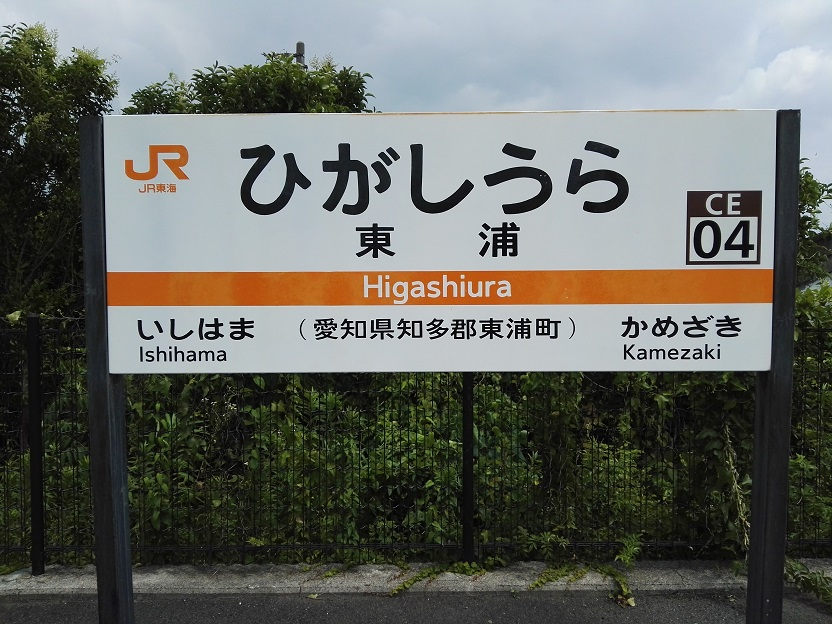
駅名標（2019年6月）

## 利用状況

### 旅客
「愛知県統計年鑑」および「知多半島の統計」によれば、1日平均の乗車人員は以下の通りであった。
乗車人員は、1974年度に緒川駅の値を上回って以降、長らく東浦町内の駅で最多であったが、2021年度以降は再び緒川駅が町内最多となっている。
| 1日平均の乗車人員の推移 | 1日平均の乗車人員の推移 | 1日平均の乗車人員の推移 |
| 年度                    | 乗車人員                | 出典・備考              |
| ----------------------- | ----------------------- | ----------------------- |
| 1950年                  | 951                     | [ 16 ]                  |
| 1951年                  | 1,106                   | [ 17 ]                  |
| 1952年                  | 1,118                   | [ 18 ]                  |
| 1953年                  | 1,093                   | [ 19 ]                  |
| 1954年                  | 1,058                   | [ 20 ]                  |
| 1955年                  | 1,046                   | [ 21 ]                  |
| 1956年                  | 1,178                   | [ 22 ]                  |
| 1957年                  | 1,313                   | [ 23 ]                  |
| 1958年                  | 1,312                   | [ 24 ]                  |
| 1959年                  | 1,342                   | [ 25 ]                  |
| 1960年                  | 1,501                   | [ 26 ]                  |
| 1961年                  | 1,409                   | [ 27 ]                  |
| 1962年                  | 1,342                   | [ 28 ]                  |
| 1963年                  | 1,383                   | [ 29 ]                  |
| 1964年                  | 1,313                   | [ 30 ]                  |
| 1965年                  | 1,389                   | [ 31 ]                  |
| 1966年                  | 1,405                   | [ 32 ]                  |
| 1967年                  | 1,307                   | [ 33 ]                  |
| 1968年                  | 1,181                   | [ 34 ]                  |
| 1969年                  | 1,050                   | [ 35 ]                  |
| 1970年                  | 1,011                   | [ 36 ]                  |
| 1971年                  | 950                     | [ 37 ]                  |
| 1972年                  | 891                     | [ 注釈 1 ] [ 38 ]       |
| 1973年                  | 1,053                   | [ 39 ]                  |
| 1974年                  | 1,180                   | [ 40 ]                  |
| 1975年                  | 1,263                   | [ 41 ]                  |
| 1976年                  | 1,301                   | [ 42 ]                  |
| 1977年                  | 1,312                   | [ 43 ]                  |
| 1978年                  | 1,280                   | [ 44 ]                  |
| 1979年                  | 1,308                   | [ 45 ]                  |
| 1980年                  | 1,217                   | [ 46 ]                  |
| 1981年                  | 1,160                   | [ 47 ]                  |
| 1982年                  | 1,135                   | [ 48 ]                  |
| 1983年                  | 1,174                   | [ 49 ]                  |
| 1984年                  | 1,104                   | [ 50 ]                  |
| 1985年                  | 1,089                   | [ 51 ]                  |
| 1986年                  | 1,025                   | [ 52 ]                  |
| 1987年                  | 959                     | [ 53 ]                  |
| 1988年                  | 1,017                   | [ 54 ]                  |
| 1989年                  | 1,101                   | [ 55 ]                  |
| 1990年                  | 1,294                   | [ 56 ]                  |
| 1991年                  | 1,495                   | [ 57 ]                  |
| 1992年                  | 1,591                   | [ 58 ]                  |
| 1993年                  | 1,610                   | [ 59 ] [ 60 ]           |
| 1994年                  | 1,666                   | [ 61 ] [ 60 ]           |
| 1995年                  | 1,688                   | [ 62 ] [ 60 ]           |
| 1996年                  | 1,702                   | [ 63 ] [ 64 ]           |
| 1997年                  | 1,620                   | [ 65 ] [ 64 ]           |
| 1998年                  | 1,572                   | [ 66 ] [ 67 ]           |
| 1999年                  | 1,548                   | [ 68 ] [ 69 ]           |
| 2000年                  | 1,557                   | [ 69 ]                  |
| 2001年                  | 1,558                   | [ 69 ]                  |
| 2002年                  | 1,566                   | [ 70 ]                  |
| 2003年                  | 1,572                   | [ 70 ]                  |
| 2004年                  | 1,583                   | [ 70 ]                  |
| 2005年                  | 1,639                   | [ 71 ]                  |
| 2006年                  | 1,686                   | [ 71 ]                  |
| 2007年                  | 1,757                   | [ 71 ]                  |
| 2008年                  | 1,800                   | [ 72 ]                  |
| 2009年                  | 1,766                   | [ 72 ]                  |
| 2010年                  | 1,779                   | [ 72 ]                  |
| 2011年                  | 1,772                   | [ 73 ]                  |
| 2012年                  | 1,772                   | [ 74 ]                  |
| 2013年                  | 1,854                   | [ 74 ]                  |
| 2014年                  | 1,859                   | [ 75 ]                  |
| 2015年                  | 1,922                   | [ 76 ]                  |
| 2016年                  | 1,926                   | [ 注釈 2 ] [ 77 ]       |
| 2017年                  | 1,880                   | [ 78 ]                  |
| 2018年                  | 1,881                   | [ 78 ]                  |
| 2019年                  | 1,897                   | [ 79 ]                  |
| 2020年                  | 1,557                   | [ 80 ]                  |
| 2021年                  | 1,578                   | [ 80 ]                  |
| 2022年                  | 1,602                   | [ 80 ]                  |

### 貨物
1950年度から、貨物の取り扱いが廃止された1959年度までの貨物取扱量（発送・到着トン数）は、以下の表のとおりに推移していた。
1954年度は他年度の数値より突出している。同年度の到着量の半数ほどを砂利やセメントが占めていた。
| 貨物取扱量の推移              | 貨物取扱量の推移 | 貨物取扱量の推移 |
| 年度                          | 発送             | 到着             |
| ----------------------------- | ---------------- | ---------------- |
| 1950年度                      | 2,588t           | 8,836t           |
| 1951年度                      | 2,934t           | 9,655t           |
| 1952年度                      | 1,049t           | 7,267t           |
| 1953年度                      | 1,905t           | 6,317t           |
| 1954年度                      | 993t             | 22,284t          |
| 1955年度                      | 830t             | 4,483t           |
| 1956年度                      | 1,152t           | 7,151t           |
| 1957年度                      | 1,932t           | 5,345t           |
| 1958年度                      | 332t             | 4,544t           |
| 1959年度                      | 673t             | 4,288t           |
| ※出典は乗車人員の推移に同じ。 |                  |                  |

### 荷物
1972年度から、荷物の取り扱いが廃止された1983年度までの荷物取扱量（発送および到着個数）は以下の表のとおりに推移していた。
| 荷物取扱量の推移              | 荷物取扱量の推移 | 荷物取扱量の推移 |
| 年度                          | 発送             | 到着             |
| ----------------------------- | ---------------- | ---------------- |
| 1972年度                      | 2,730個          | 4,827個          |
| 1973年度                      | 2,508個          | 5,509個          |
| 1974年度                      | 2,659個          | 504個            |
| 1975年度                      | 2,179個          | 576個            |
| 1976年度                      | 2,026個          | 654個            |
| 1977年度                      | 2,079個          | 812個            |
| 1978年度                      | 2,109個          | 1,764個          |
| 1979年度                      | 2,148個          | 2,059個          |
| 1980年度                      | 2,116個          | 2,065個          |
| 1981年度                      | 1,483個          | 2,072個          |
| 1982年度                      | 753個            | 1,885個          |
| 1983年度                      | 381個            | 1,189個          |
| ※出典は乗車人員の推移に同じ。 |                  |                  |

## 停車列車
東浦駅には、すべての電車が停車する。2018年3月のダイヤ改正まで運転されていた快速列車も停車していた。

## 駅周辺
東浦町役場ならびに「イオンモール東浦」は当駅ではなく２つ大府駅寄りの緒川駅が最寄り駅となる。

### 周辺の施設
- しまむら東浦店
- 衣浦港
- LIXIL常滑東工場東浦製造所
- 国道366号（師崎街道）
- 愛知県立東浦高等学校

### バス路線
西側の駅前には「東浦駅」バス停留所があり、東浦町運行バスが発着している。
東浦町運行バスは緒川駅を中心として運行されている路線のうち、緒川駅東口からアイプラザ、同駅、平池台、マルス東ヶ丘店を経由して名鉄巽ヶ丘駅へと至る「藤江線」と緒川駅東口からアイプラザ、同駅、東浦高校下等を経由して再び同駅に至る「高校線」の2路線が同駅に乗り入れている。
知多バスが運行していた、同駅から乙川駅前等を経由して知多半田駅を結んでいた有脇線は2016年3月31日をもって知多半田駅～知多リハビリ病院前間に路線が短縮されたため、同駅への乗り入れはなくなった。

## 隣の駅
東海旅客鉄道（JR東海）
CE 武豊線
■区間快速・■普通
石浜駅 (CE03) - 東浦駅 (CE04) - 亀崎駅 (CE05)
衣浦臨海鉄道
碧南線
東浦駅 - 碧南市駅